# Uchida Roan

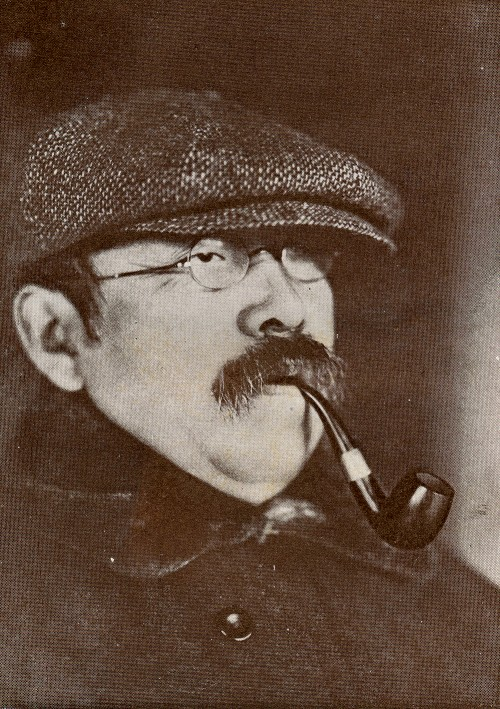
Uchida Roan

Uchida Roan (japanisch 内田 魯庵, wirklicher Name: Uchida Mitsugi (内田 貢); * 27. April 1868 in Edo; † 29. Juni 1929) war ein japanischer Schriftsteller, Kritiker und Übersetzer der Meiji-Zeit. Sein ältester Sohn war der Yōga-Maler Uchida Iwao (1900–1953), seine Enkelin die Übersetzerin und Slawistin Uchida Risako (1928–1997).

## Leben
Uchida wurde in Edo (heute: Stadtbezirk Taitō, Tokio) geboren. Er besuchte die Rikkyō-Schule (heute: Rikkyō-Universität) und die Fachschule Tokyo (heute: Waseda-Universität), um Englisch zu lernen, ohne jedoch irgendeinen Abschluss zu machen. Er verließ die Schule und fertigte Rohübersetzungen für seinen Onkel Inoue Tsutomu an, der als Übersetzer in der Redaktion des Kultusministeriums (Mombu-shō) arbeitete. Sein literarisches Debüt gab er mit einer langen Kritik von Yamada Byōs Natsukodachi, die er 1888 in Iwamoto Yoshiharus Zeitschrift Jogaku Zasshi veröffentlichte. Ein Jahr später erschien sein erster Roman Fuji no ippon als Fortsetzungsroman in der Zeitschrift Miyako no hana. Er pflegte freundschaftlichen Umgang mit Futabatei Shimei und Tsubouchi Shōyō und las im gleichen Jahr Dostojewskis „Schuld und Sühne“ in der englischen Übersetzung. Die japanische Übersetzung legte Uchida drei Jahre später 1892 als Übersetzungsdebüt vor. Es folgte eine Vielzahl von Werken der Schriftsteller Voltaire, Anderson, Dickens, Dumas, Zola, Sienkiewicz, Wilde. Bekannt ist auch seine Übersetzung von Tolstois „Auferstehung“.
In seinen eigenen Romanen kritisierte er satirisch gesellschaftliche Missstände, wie die Korruption, die sexuellen Ausschweifungen der Oberschicht etc., wodurch er zu einem führenden Schriftsteller des „Gesellschaftsromans“ (社会小説, shakai shōsetsu) avancierte. 1901 begann Uchida als Berater für die Buchhandelskette Maruzen zu arbeiten, die daraufhin ein Jahr später die zu jener Zeit mit der Times verbundene Encyclopædia Britannica ins Sortiment aufnahm. Zudem gab Uchida die PR-Zeitschrift Gakutō für Maruzen heraus. Hier erschien auch 1908 die Übersetzung von Tolstois „Ivan der Narr und seine Brüder“.
Auch sein 1925 erschienenes Alterswerk Omoidasu hitobito wird als historische Quelle und Zeitdokument der literarischen Welt der Meiji-Zeit, vom politischen Roman (政治小説, seiji shōsetsu) bis zum Tode Futabatei Shimeis geschätzt.
Im Februar 1929 erlitt Uchida während des Schreibens eine Gehirnblutung, die zur Aphasie und im Juni zu seinem Tod führte.

## Werke
- 1925 Omoidasu hitobito (思ひ出す人々)